# Gonzalo Cámara Zavala

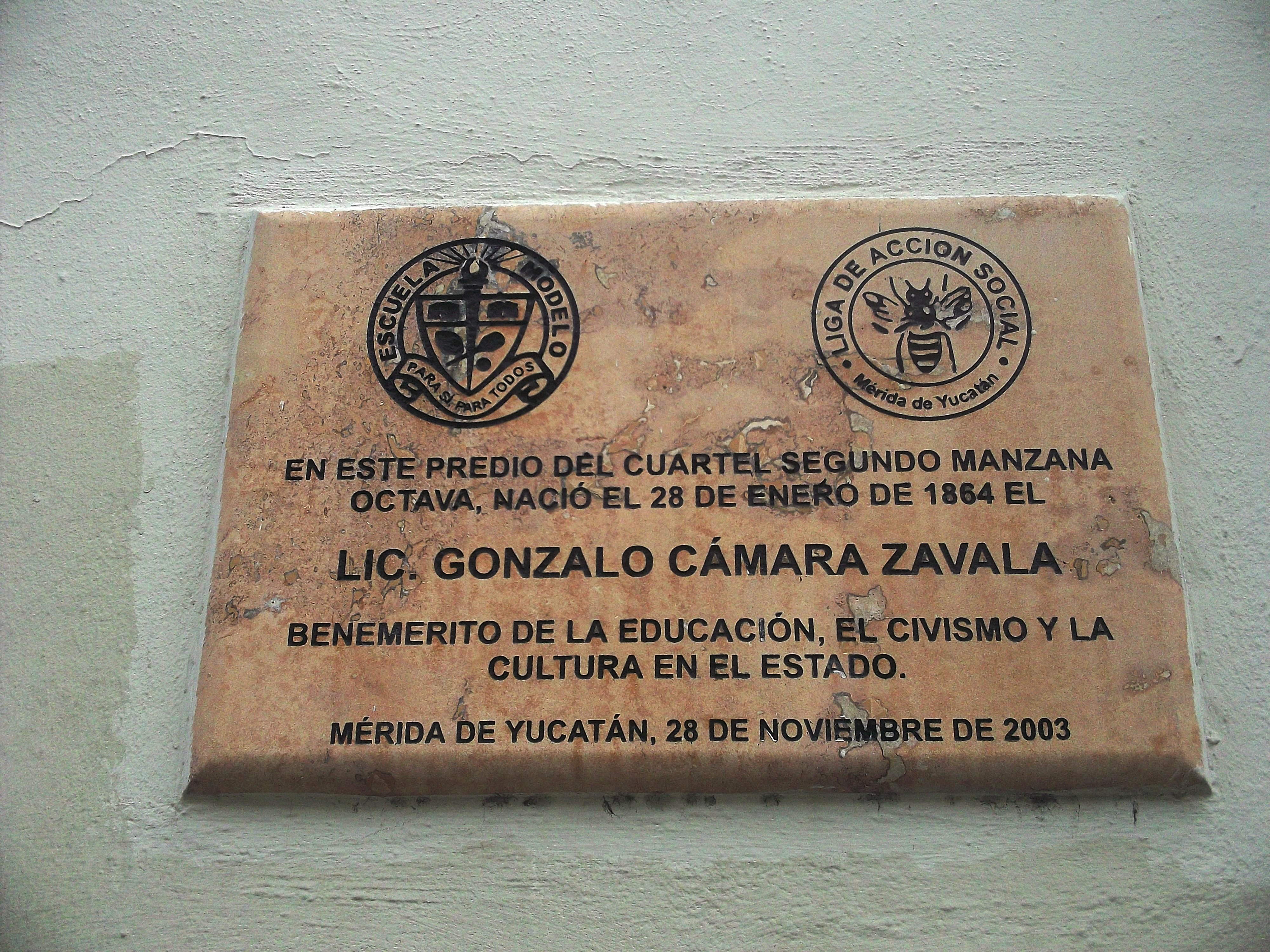
Placa conmemorativa que señala la casa donde nació Gonzalo Cámara Zavala.

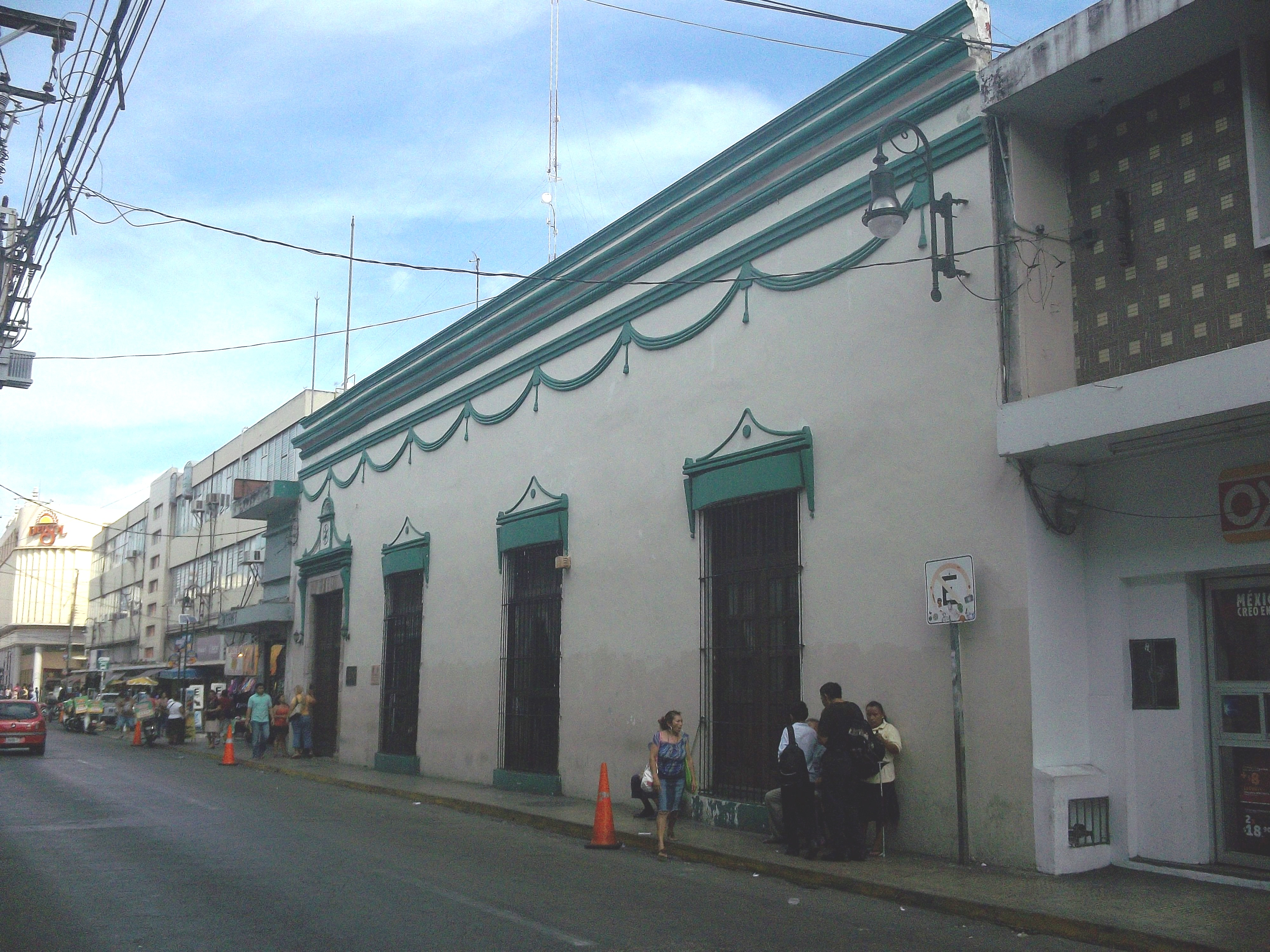
Casa donde nació Gonzalo Cámara Zavala.

Gonzalo Cámara Zavala (1864 - 1967) fue un filántropo, abogado, ensayista y literato mexicano, nacido y muerto en Mérida, Yucatán. Vivió 103 años una vida plena de altruismo.

## Datos biográficos
Estudió en el Colegio San Luis Gonzaga fundado por Gabriel Aznar y Pérez y en el Colegio El Afán, dirigido por Roberto Casellas Rivas, uno de los más prominentes pedagogos del Yucatán de fines del siglo XIX.
En 1887 se graduó de abogado en la Escuela de Jurisprudencia y Notariado del estado de Yucatán y en esta misma institución se desempeñó como maestro de derecho mercantil durante varios años.
Fue juez de primera instancia en el Tribunal Superior de Justicia desde 1890. Magistrado en el mismo tribunal y más tarde procurador general de Justicia del estado de Yucatán en 1897. Ese mismo año organizó y fundó el Círculo de Abogados Jóvenes buscando hacer participar a los nuevos profesionistas en tareas de orientación y beneficio social. En 1908 fundó el boletín mensual El Derecho órgano informativo de la Sociedad de Asuntos Jurídicos.
En 1909 fundó la Liga de Acción Social de Yucatán con fines estrictamente altruistas. El programa de trabajo de la Liga en las propias palabras de Gonzalo Cámara fue establecido:

En torno al propósito "imperioso, trascendental, urgente, de la educación del indígena maya de Yucatán: Si la instrucción debe ser declarada no de utilidad, sino de necesidad pública, ¿por qué el indio que habita las haciendas está excluido de la participación que a todo yucateco corresponde en el derecho a la instrucción?"

 La agrupación logró enorme influencia comunitaria en el Yucatán de principios del siglo XX. El año siguiente, en 1910, la propia Liga, bajo el impulso de don Gonzalo, con el lema Para sí, para todos, creó la Escuela Modelo a partir de la concepción liberal, laica e igualitaria de la escuela racionalista y obedeciendo los postulados de Jean-Jacques Rousseau y de Johann Heinrich Pestalozzi. Tanto la escuela como el lema perviven en el Yucatán actual.
Dice don Silvio Zavala, miembro de número de El Colegio Nacional, de la tarea de Gonzalo Cámara en la fundación de la Escuela Modelo: 

"En relación con la Escuela Modelo la actuación de don Gonzalo fue limpia, modesta y profundamente desinteresada".

Fue presidente del Consejo de Educación Pública del estado en 1912. Más tarde, en 1918, integró el Comité para la Reorganización Económica del Estado. En 1920 formó la Asociación Conservadora de Monumentos Arqueológicos para hacer frente con sentido de responsabilidad cívica a los graves resultados de varios lustros de pillaje y vandalismo a que estuvieron sujetos los yacimientos arqueológicos mayas en la península de Yucatán a principios del siglo XX. En 1928 patrocinó y dirigió la iniciativa para la construcción del Monumento a la Maternidad erigido en el centro histórico de Mérida, Yucatán, México.

## Obra literaria
Entre sus obras, destacan las siguientes: 
- Reseña Histórica de la Industria Henequenera de Yucatán en 1936
- Historia de la Industria henequenera hasta 1919, en el tomo III de la Enciclopedia Yucatanense en 1944
- Curiosa Historia de Dos Cooperativas Henequeneras en 1947
- Historia del Teatro Peón Contreras en 1947
- Catálogo Histórico de Mérida en 1950
- La Música al Alcance de Todos en 1959

así como otros escritos pedagógicos, históricos, filosóficos, sociales y un epistolario.

## Membresías y reconocimientos
- Comendador de la Orden de Isabel La Católica, otorgada por Alfonso XIII, rey de España.
- Socio honorario de la Sociedad Mexicana de Geografía y Estadística.
- Medalla Eligio Ancona.
- Medalla Laboriosidad y Perseverancia de la Liga de Acción Social
- Académico correspondiente de la Academia Mexicana de la Historia
- Miembro de la National Geographic Society de Washington D. C., EUA.
- En el vigésimo aniversario de su muerte, la Liga de Acción Social instituyó la medalla anual Gonzalo Cámara Zavala al mérito cívico.
- En el Museo de la Ciudad de Mérida se le señala como héroe civil de Yucatán.